# 古川丈吉
古川 丈吉（ふるかわ じょうきち、1904年7月5日 - 1994年1月5日または1月6日）は、日本の政治家。自由民主党衆議院議員（6期）。

## 経歴
大阪府出身。1930年東京帝国大学政治科卒。卒業後は東京市書記、同主事、杉並区議となった。1955年の第27回衆議院議員総選挙で大阪４区から無所属で立候補して初当選した。第2次池田内閣法務政務次官、衆議院運輸、逓信の各委員長を務め、党内では自民党副幹事長、大阪府連会長などを歴任した。1972年の第33回衆議院議員総選挙で落選。その後も2回立候補し続けたが、2回とも落選となり、復帰はならなかった。1980年に勲二等旭日重光章を受章した。1994年死去。
この他、旭冷蔵社長を務めた。